# Dytiscus thianschanicus
Dytiscus thianschanicus är en skalbaggsart som först beskrevs av Gschwendtner 1923.  Dytiscus thianschanicus ingår i släktet Dytiscus och familjen dykare. Inga underarter finns listade i Catalogue of Life.